# 東祖谷京上
東祖谷京上（ひがしいやきょうじょう）は、徳島県三好市の町名。2021年（令和3年）11月30日現在の人口は44人、世帯数は30世帯。郵便番号は778-0204。

## 地理
三好市の南部に位置。北は東祖谷栗枝渡、西は東祖谷大枝、は東は東祖谷下瀬、南は東祖谷林・東祖谷若林とそれぞれ接する。南境の一部には祖谷川が流れており、国道439号が並行して通っている。

### 河川
- 祖谷川

## 歴史
- 2006年（平成18年）3月1日 - 三好郡東祖谷山村が三野町・池田町・山城町・井川町・西祖谷山村と合併して三好市が発足し、現在の町名となる。

## 世帯数と人口
2021年（令和3年）11月30日現在の世帯数と人口は以下の通りである。
| 町丁       | 世帯数 | 人口 |
| ---------- | ------ | ---- |
| 東祖谷京上 | 30世帯 | 44人 |

## 小・中学校の学区
市立小・中学校に通う場合、学区は以下の通りとなる。
| 番地 | 小学校               | 中学校               |
| ---- | -------------------- | -------------------- |
| 全域 | 三好市立東祖谷小学校 | 三好市立東祖谷中学校 |

## 施設
- 東祖谷歴史民俗資料館
- 東祖谷郵便局
- 旅の宿奥祖谷

## 交通

### 鉄道
- 最寄駅はJR土讃線の大歩危駅。

### 道路
国道
- 国道439号（京上バイパス）